# Molla Nasreddin (Azerbeidzjan)

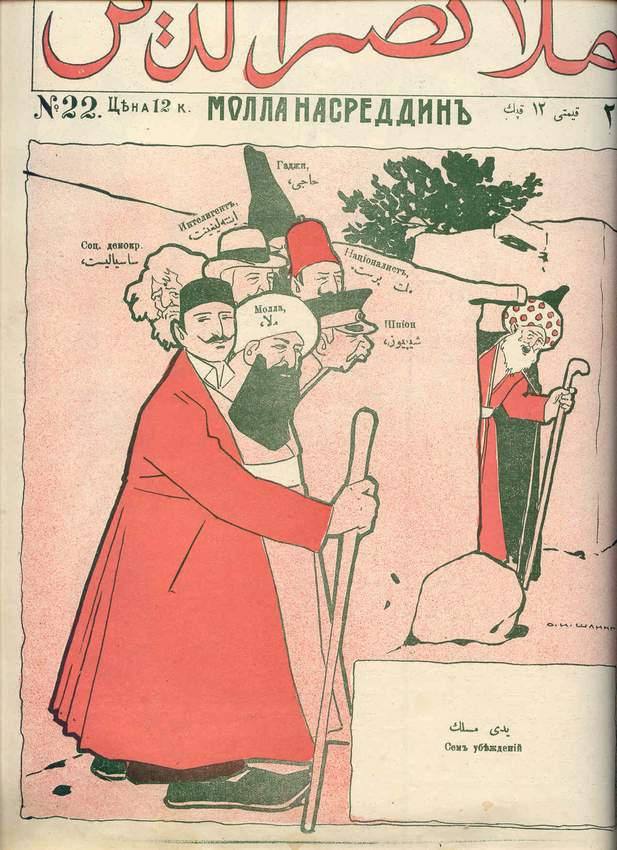
Cover van Molla Nasreddin uit 1910 (#22)

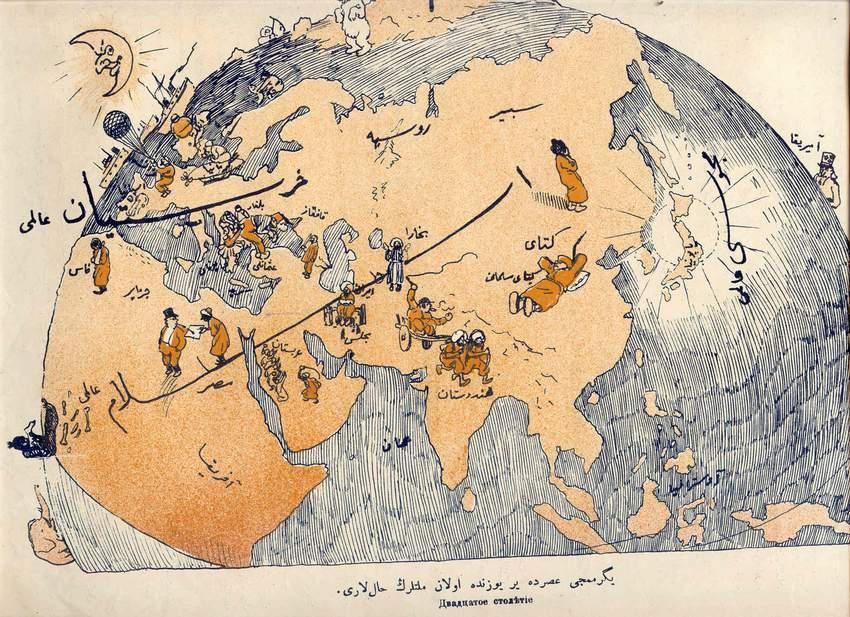
Een cartoon uit 1910, getiteld: De twintigste eeuw met als commentaar in het Azerbeidzjaans: De toestand van de continenten in de 20e eeuw

Molla Nasreddin is een hoofdpersonage in Azerbeidzjaanse moppen. Hij was overigens een bestaande geestelijke, over wie in de gehele islamitische literatuur anekdoten bekend zijn (zie Nasreddin Hodja). Dit artikel beperkt zich tot de Azerbeidzjaanse literatuur die met hem in verband staat.
In de Azerbeidzjaanse volksliteratuur bestaan honderden grappen over Molla Nasreddin. Molla Nasreddin (kort: "Molla", een geestelijke titel) is een oude man, met een emmama (tulband) op zijn hoofd, altijd gekleed in eba (lange bovenkleding) en met een stok. Hij heeft een lange witte baard en kleine slimme ogen. Volgens de overlevering vindt het prototype van Molla zijn oorsprong in de middeleeuwen. In de 15e eeuw woonde in Sheki (een historische Azerbeidzjaanse stad) een wijs man, die geliefd was bij het volk. 
Er zijn ook veel moppen over Molla in omloop in relatie tot de Mogolveroveraar Timoer Lenk. Daaruit volgt dat enkele van deze moppen wellicht nog ouder zijn. 
In de grappen over Molla worden alle maatschappelijke lagen van het Azerbeidzjaanse volk weerspiegeld. De moppen waren een wapen van het volk tegen de maatschappelijke bovenlaag: kazi (rechters), molla's, imams en andere geestelijke personen, de shakh (heerser) en zijn ministers.

## TijdschriftMolla Nasreddin
In 1906 werd in Azerbeidzjan het satirisch tijdschrift Molla Nasreddin gelanceerd, dat werd uitgegeven door de Azerbeidzjaanse progressieve intelligentsia: schrijvers en dichters, waaronder Calil Mamedkulizade, Abbas Sehhet en Mirza Alekper Sabir. Het tijdschrift keerde zich tegen het religieus fanatisme van het Azerbeidzjaanse volk en tegen degenen die belang hadden bij de fanatieke onderdanigheid van het volk. Het was toen de eerste publicatie waarin over de mensenrechten (van de lagere klassen) en vrouwenrechten werd geschreven. Het tijdschrift was zeer populair onder eenvoudige mensen, maar gehaat bij de overheid en haar ambtenaren. Onder moslimgeestelijken had het tijdschrift zijn felste vijanden. De redactie werd meerdere keren aangevallen door religieuze fanatici, maar het tijdschrift bleef bestaan. 
De eerste Azerbeidzjaanse democratische beweging in het begin van 20e eeuw vond in dit tijdschrift veel steun voor haar ideeën. Toen in het eerste parlement in Azerbeidzjan (1917) vrouwelijke parlementsleden verschenen en de Azerbeidzjaanse vrouw stemrecht kreeg, was het volk niet echt verbaasd. Het tijdschrift Molla Nasreddin had het volk al veel eerder de ogen geopend.
Het tijdschrift is nog steeds heel populair in Azerbeidzjan.